# Krystyna Jakubowska
Pour les articles homonymes, voir Jakubowska.
Krystyna Jakubowska (Tabaka), née le 15 décembre 1942 à Varsovie, est une joueuse de volley-ball polonaise.

## Carrière
Krystyna Jakubowska participe aux Jeux olympiques de 1964 à Tokyo et aux Jeux olympiques de 1968 à Mexico. Elle remporte la médaille de bronze avec l'équipe nationale de Pologne lors de ces deux compétitions.